# Przełęcz Przemiłowska
Przełęcz Przemiłowska lub Przełęcz Łupkowa (285 m n.p.m.) – przełęcz w południowo-zachodniej Polsce, w Masywie Ślęży, na Przedgórzu Sudeckim.
Przełęcz położona jest na obszarze Ślężańskiego Parku Krajobrazowego, na południowy wschód od miejscowości Księginice Małe na Wzgórzach Oleszeńskich.
Jest to szerokie, płytko wcięte obniżenie o łagodnych zboczach i bardziej stromych podejściach, wcinające się w serpentynitowe podłoże Wzgórz Oleszeńskich, między Winną Górę na południowym zachodzie i Gozdnik na północnym wschodzie. Cały obszar przełęczy porośnięty jest lasem mieszanym regla dolnego. Poniżej północno-zachodniego podejścia przełęczy położona jest miejscowość Przemiłów.

## Turystyka
Obok przełęczy prowadzi szlak turystyczny:
 – niebieski, prowadzący z Sobótki przez północno-zachodnie podejście przełęczy do Jordanowa Śląskiego.